# Podkostelní rybník (Putim)
Podkostelní rybník se nachází v jihočeské Putimi. Má nepravidelný podlouhlý tvar s hrází orientovanou z východu na západ. Napájen je jednak potokem z rybníka Hanzlíček, dále potokem pramenícím východně pod kopcem U Boubelíkovce a dále potokem přitékajícím ze stavidla bezejmenného rybníka na severu. Voda odtéká na jih stavidlem a přepadem do Blanice.
Většina břehů je zarostlá stromy, na severu navazují pole. Na jihu, jihozápadě a jihovýchodě pak obec Putim. Východní břehy jsou podmáčené, od Putimského nádraží pokračuje cesta na sever k dalším rybníkům putimské kaskády. Rybník vznikl před rokem 1869, někdy ve 14. století.
Je bohatý na ryby a vodní ptáky. Rybník je chovný, výlov se pořádá každoročně.

## Galerie

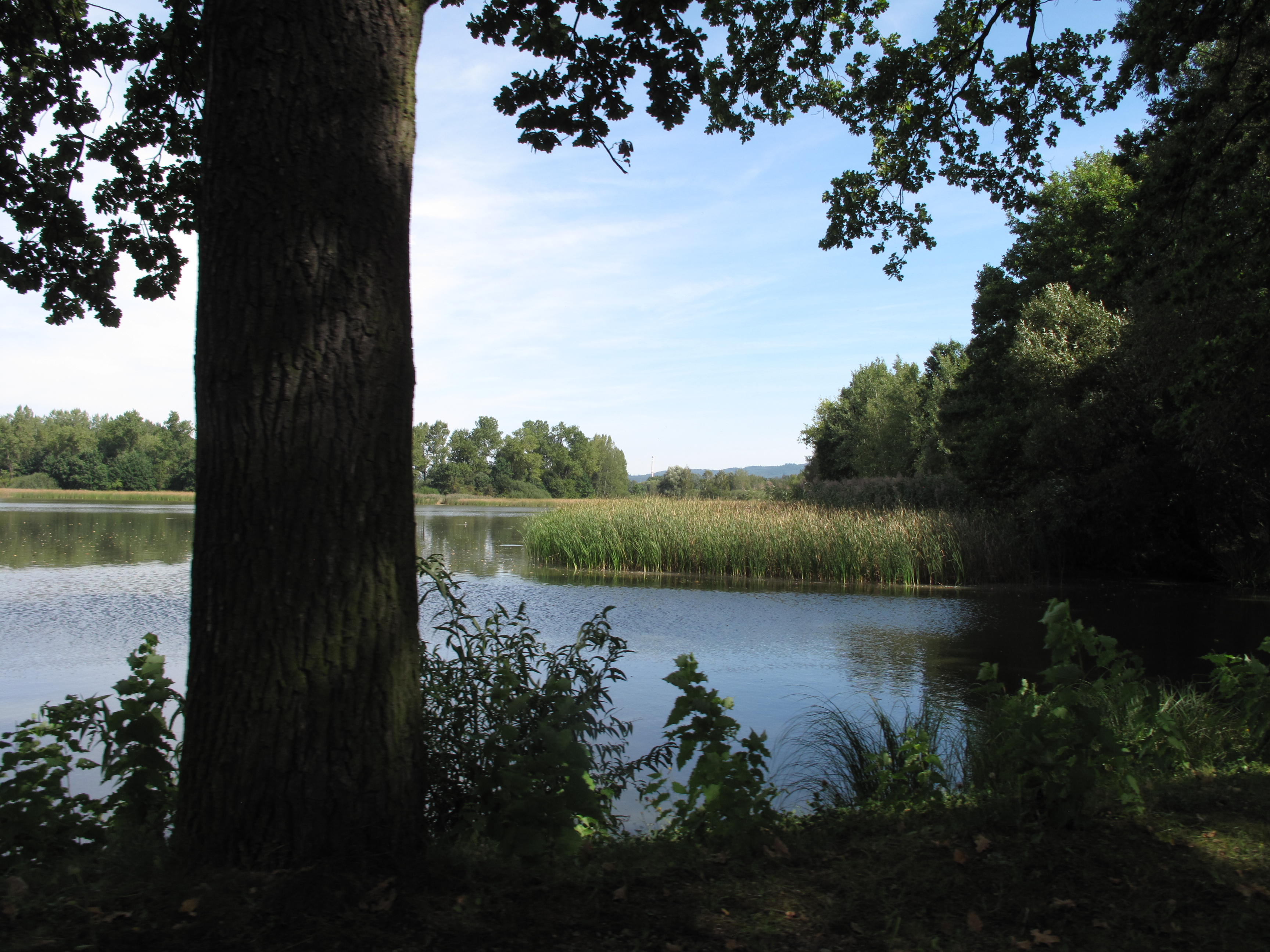
Pobřežní rákosiny
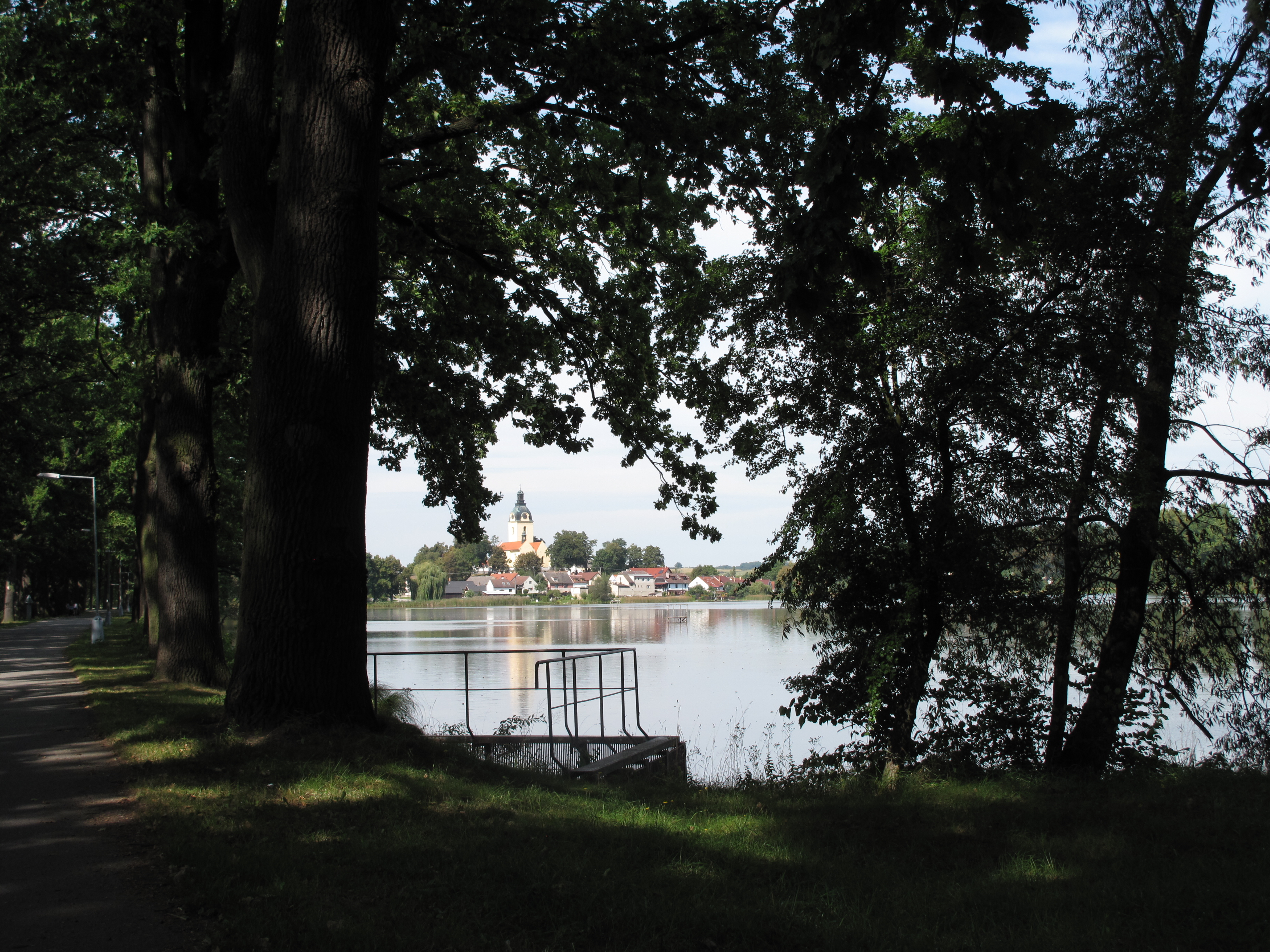
Duby na hrázi a přepad
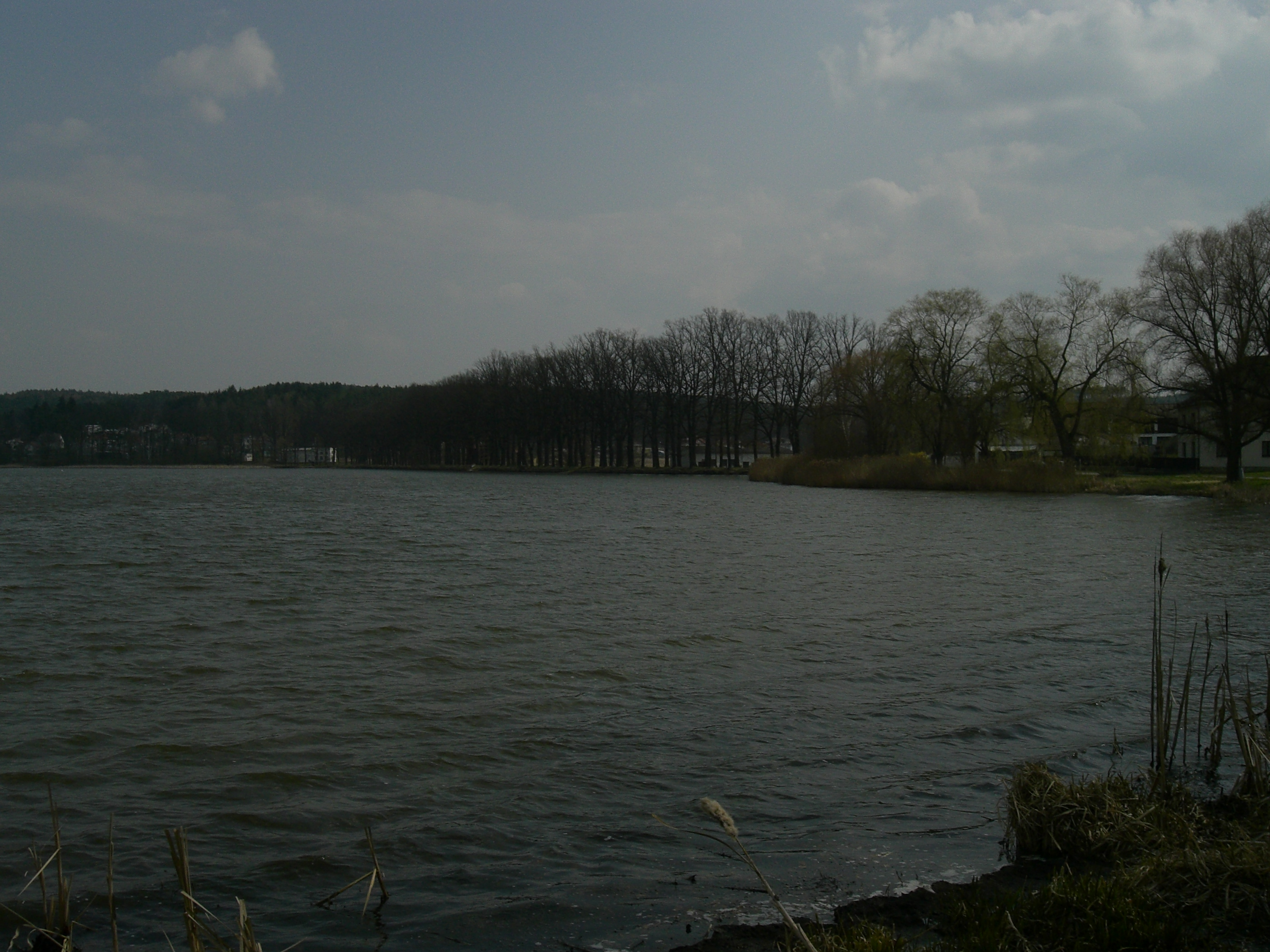
Zimní pohled na hráz
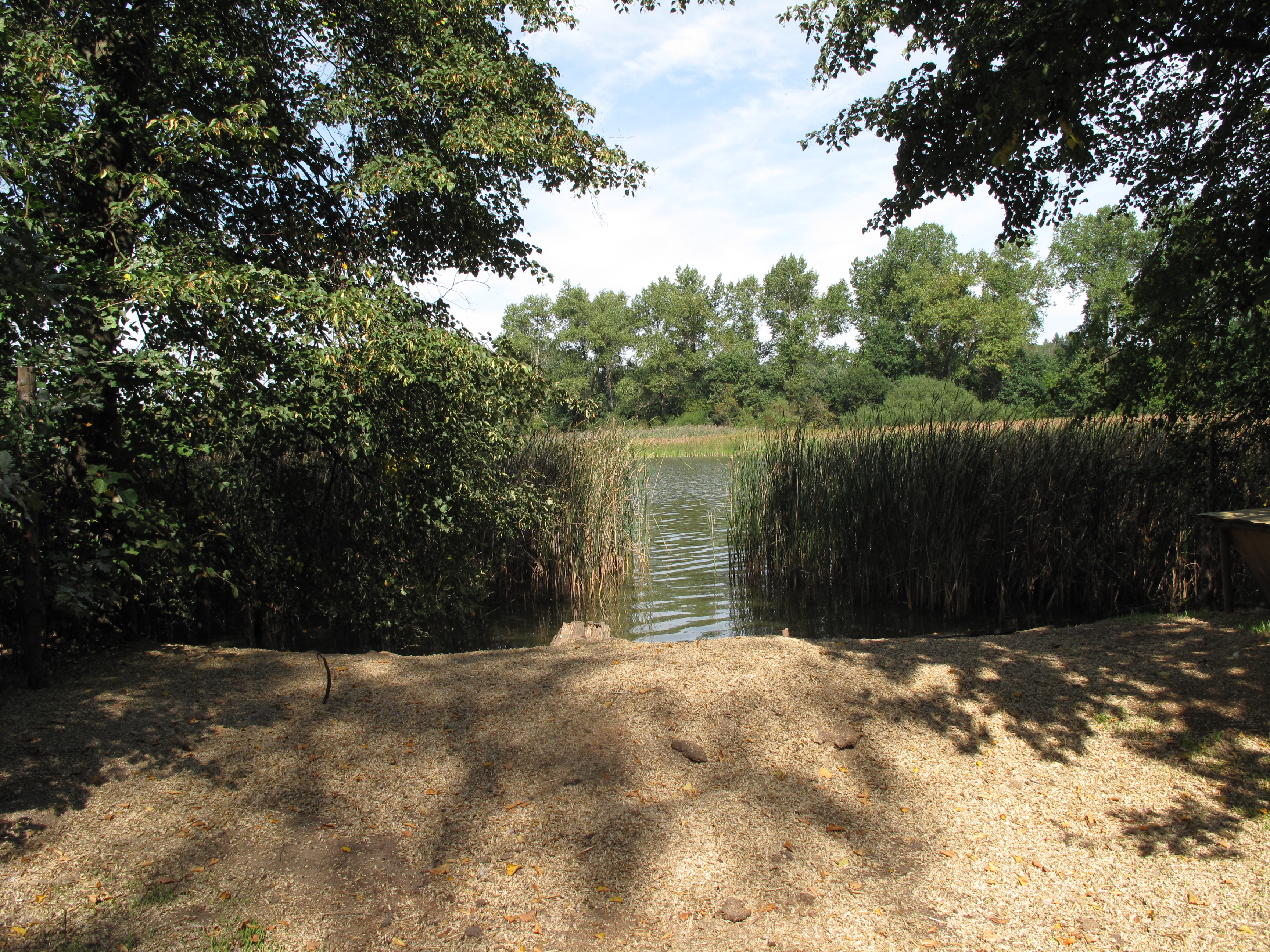
Zrní pro kachny
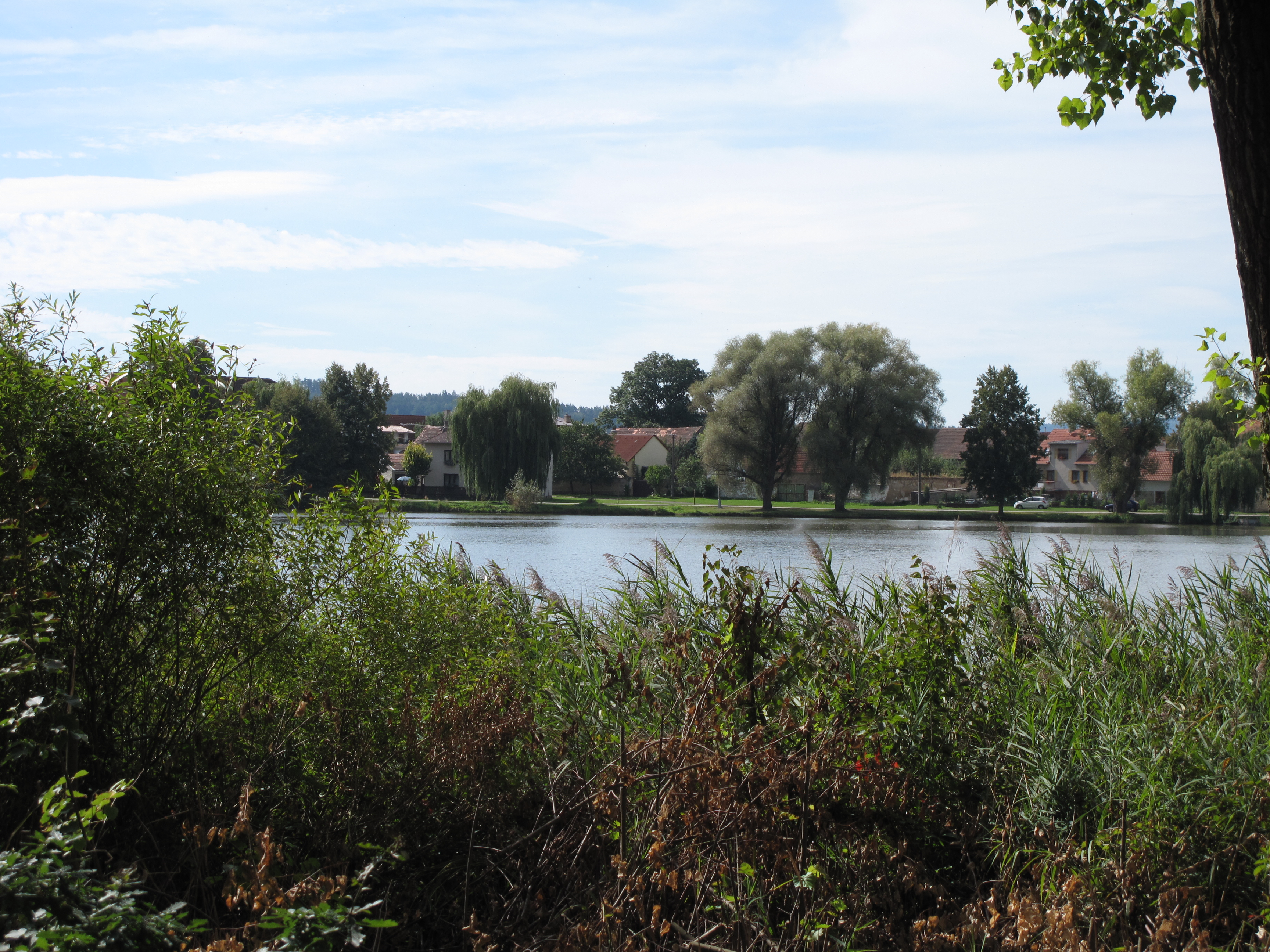
Pohled na jižní břeh